# Дорога смерти потаватоми

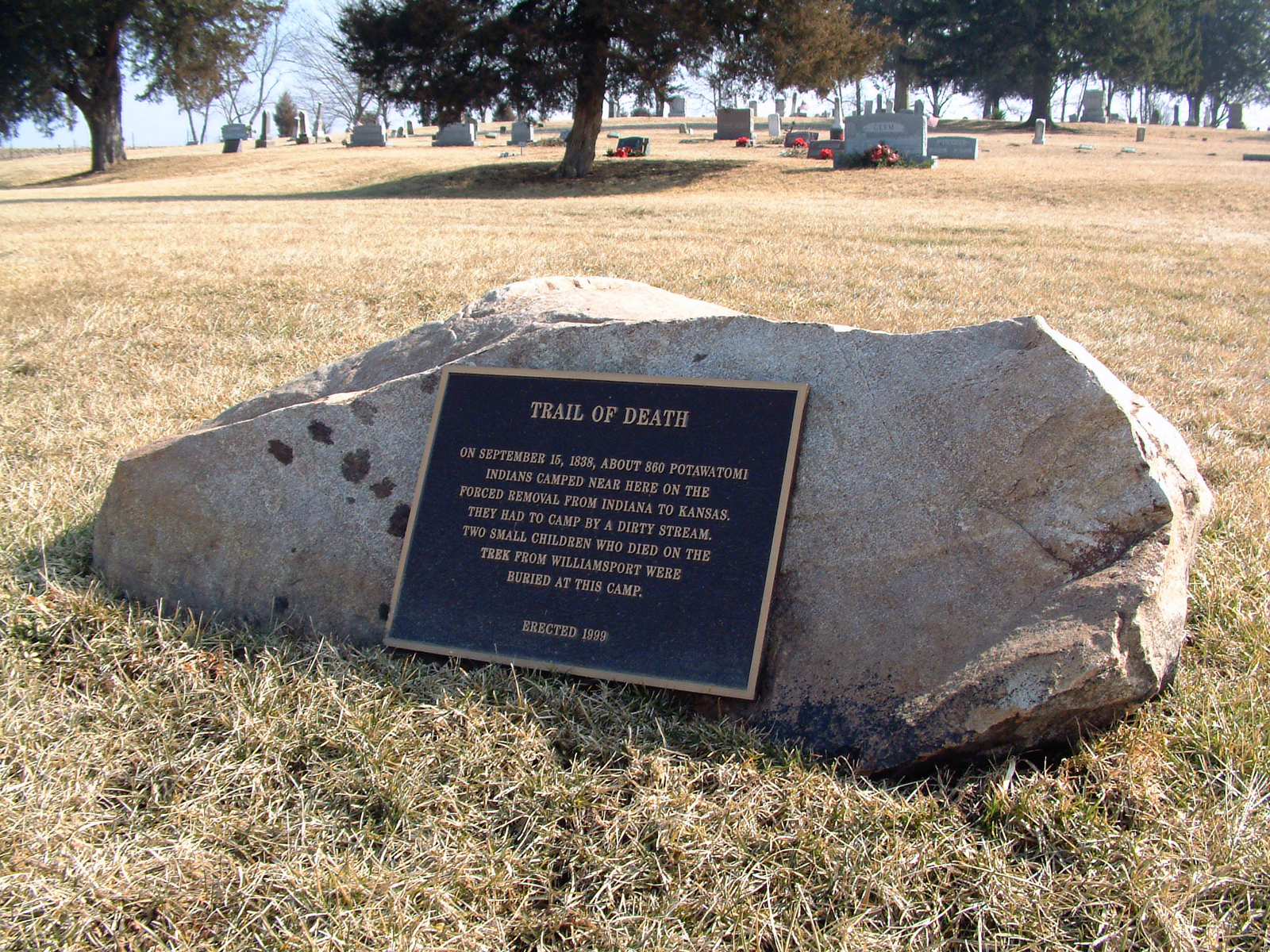
Памятная плита в округе Уоррен, Индиана.

Дорога смерти потаватоми (англ. Potawatomi Trail of Death) — насильственное переселение племени потаватоми из штата Индиана на восток Канзаса, происходившее с 4 сентября по 4 ноября 1838 года.

## История
28 мая 1830 года в США вступил в силу Закон о переселении индейцев. Правительство США приняло решение удалить индейские племена на необжитые земли западнее реки Миссисипи. После окончания англо-американской войны, в которой потаватоми сражались на стороне Британской империи, они жили в мире со своими белыми соседями. Но власти Индианы не хотели видеть потаватоми рядом с белыми поселенцами и стремились к выселению индейцев с территории штата.
В октябре 1832 года, вблизи реки Типпекану, был подписан первый договор с группой потаватоми, согласно которому индейцы переселялись на земли Дикого Запада, на восток современного штата Канзас. В течение 4 последующих лет были подписаны договоры с другими группами потаватоми, по которым они получали земли на западе и денежную компенсацию. Эти договоры стали известны как Договоры виски, так как вождей индейцев часто опаивали перед заключением соглашений.
В отличие от остальных групп потаватоми, община вождя Меномини отказалась подписать договоры и была против переселения на запад. Американское правительство приказало группе вождя Меномини покинуть Индиану до 5 августа 1838 года.
30 августа 1838 года генерал Джон Типтон во главе 100 солдат окружил поселение потаватоми, в котором находились 859 человек. Дома индейцев были сожжены, чтобы препятствовать их возвращению. В течение 2 месяцев потаватоми проделали путь длиной около 1060 километров. В пути погибло более 40 человек от лишений и брюшного тифа, большинство из них дети.
В ноябре 1838 года около 750 потаватоми прибыли на восток Канзаса. Некоторым индейцам удалось бежать и остаться в Индиане и Мичигане.